# Музей искусства модернизма
MOMus — Музей искусства модернизма — коллекция Костаки (греч. MOMus-Μουσείο Μοντέρνας Τέχνης-Συλλογή Κωστάκη), прежде Государственный музей современного искусства (Κρατικό Μουσείο Σύγχρονης Τέχνης, ΚΜΣΤ) — музей в Греции, в городе Салоники, административном центре периферии Центральная Македония. Создан в 1997 году.

## История и описание
Открытие музея было приурочено к дате, когда город получил титул Культурная столица Европы. Но предпосылкой создания музея стало приобретение греческим государством большой части (1275 работ) коллекции Костаки русского авангарда.
С тех пор музей непрерывно развивается и сегодня является одним из важнейших музеев в этой области искусства. Работы из его коллекций были выставлены во многих странах мира включая Германию, Австрию, Францию, Англию и Испанию.
Первым художественным директором музея был профессор истории искусств Университета Аристотеля в Салониках Милтиадис Папаниколау. С 2006 года дирекцию музея возглавила доктор Мария Цанцаноглу (Μαρία Τσαντσάνογλου), специализирующаяся в научном исследовании русского авангарда.
Музей организовывает выставки как произведений своей постоянной экспозиции, так и другие периодические выставки современного искусства. Одновременно музей организует образовательные и исследовательские программы, театральные и музыкальные мероприятия и проводит активную издательскую деятельность. Музей развил международное сотрудничество с известными музеями мира такими как Tate Modern, музей Martin Gropius Bau, Берлин, музей Maillol, Париж, Государственная Третьяковская галерея, Государственный научно-исследовательский музей архитектуры им. А.В. Щусева.
С 8 ноября 2011 года музей впервые организует выставку коллекции Костаки в Афинах. Государственный музей современного искусства является организатором Биеналле современного искусства в Салониках.

### В постоянной экспозиции представлены художники
- Шагал, Марк Захарович
- Лисицкий, Лазарь Маркович
- Кандинский, Василий Васильевич
- Клуцис, Густав Густавович
- Малевич, Казимир Северинович
- Попова, Любовь Сергеевна
- Родченко, Александр Михайлович
- Степанова, Варвара Фёдоровна
- Татлин, Владимир Евграфович
- Клюн, Иван Васильевич
- Удальцова, Надежда Андреевна
- Аврамидис, Иоаннис
- Steven Antonakos
- Cris Gianakos